# Augusto B. Leguía y Salcedo
Augusto Bernardino Leguía y Salcedo (Lambayeque, 19 de fevereiro de 1863 — El Callao, 6 de fevereiro de 1932) foi um político e Presidente do Peru.